# Le Fils (2002)
Le Fils is een Belgische dramafilm uit 2002 onder regie van Jean-Pierre en Luc Dardenne.

## Verhaal
Olivier werkt als instructeur in een centrum voor jongeren met een gedragsstoornis. Als op een dag de 16-jarige Francis aankomt in het centrum, is Olivier volledig van de kaart. Francis was namelijk ooit zonder het te weten betrokken bij een ingrijpende gebeurtenis in zijn leven. Hij vertelt zijn ex-vrouw Magali over Francis en zij slaat in paniek. Olivier raakt geobsedeerd door de jongen en achtervolgt hem.

## Rolverdeling
| Acteur            | Personage       |
| ----------------- | --------------- |
| Olivier Gourmet   | Olivier         |
| Morgan Marinne    | Francis         |
| Isabella Soupart  | Magali          |
| Nassim Hassaïni   | Omar            |
| Kevin Leroy       | Raoul           |
| Félicien Pitsaer  | Steve           |
| Rémy Renaud       | Philippo        |
| Annette Closset   | Directrice      |
| Fabian Marnette   | Rino            |
| Pierre Nisse      | Lasser          |
| Stephan Barbason  | Lasser          |
| David Manna       | Lasser          |
| Abdellah Amarjouf | Lasser          |
| Jimmy Deloof      | Dany            |
| Anne Gerard       | Moeder van Dany |